# Alte Synagoge (Meschede)
Die alte Synagoge in Meschede wurde 1878 erbaut. Sie diente bis zur Zerstörung während der Novemberpogrome von 1938 als Gotteshaus der jüdischen Gemeinde Meschede.

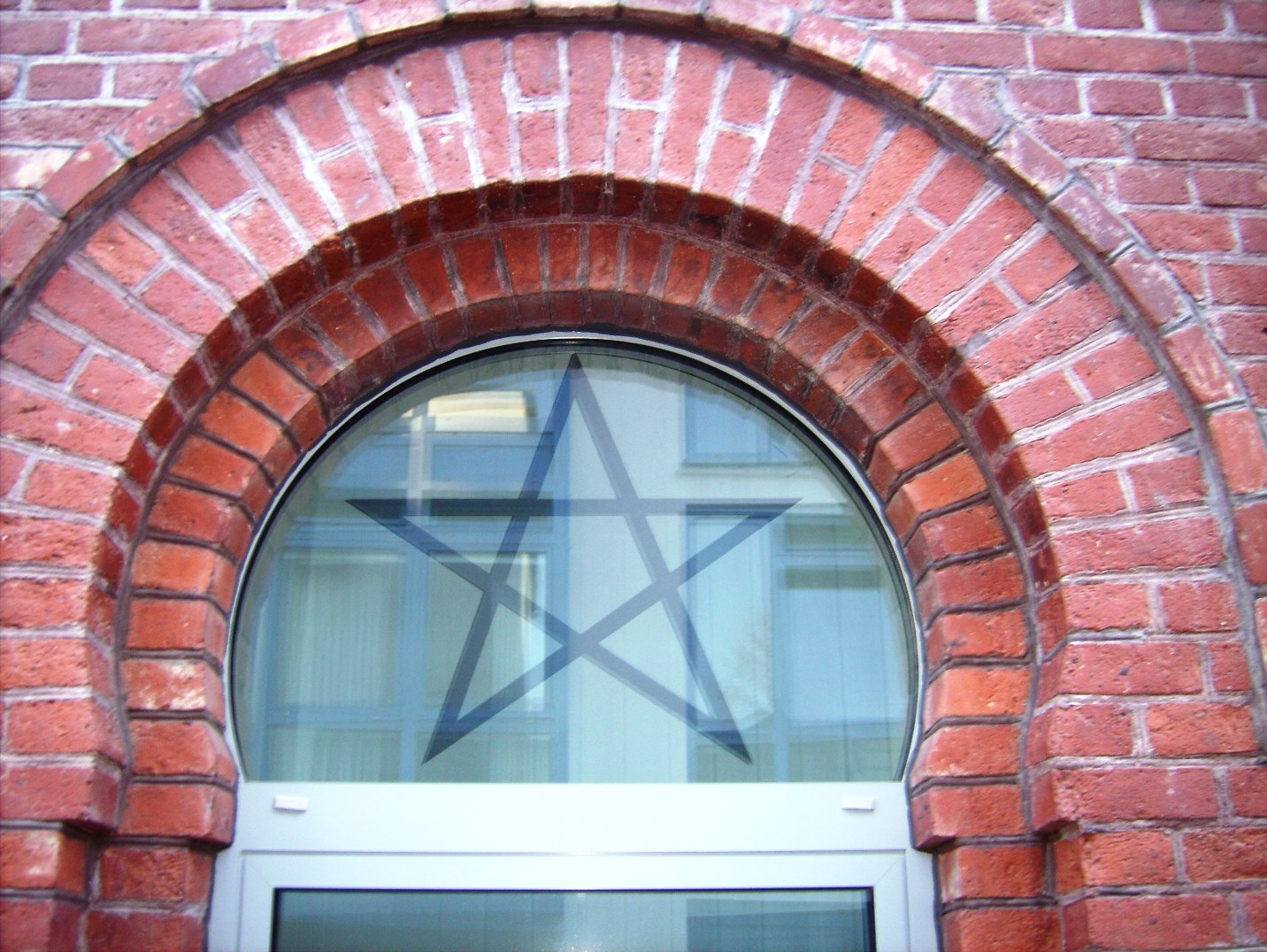
Fassadendetail mit einem nachempfundenen fünfzackigen Stern

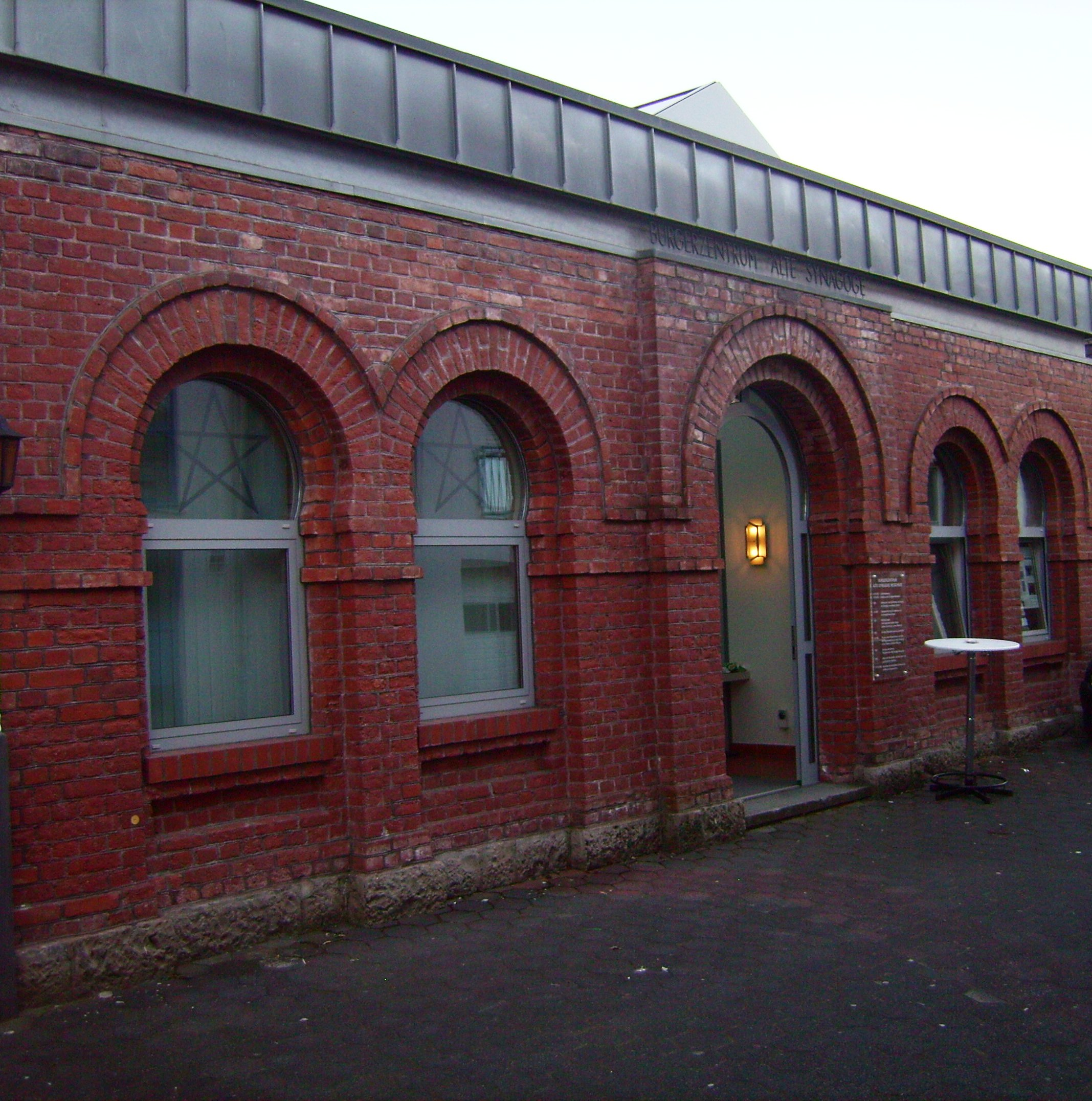
Gesamtansicht

## Geschichte
Die jüdische Gemeinde in Meschede umfasste neben der Stadt auch das Umland. Neben den ehemaligen Bürgermeistereien Eversberg und Meschede gehörten dazu auch die Gemeinden Bödefeld und Rarbach sowie Fredeburg. In Meschede selbst lebten um 1850 etwa 50 jüdische Einwohner. Vor dem Bau der Synagoge wurden Räumlichkeiten in einem Wohnhaus in der Mittelstraße, der heutigen Gutenbergstraße genutzt. Der neue Synagogenbau wurde im August 1879 feierlich eingeweiht; die Festrede hielt der Krefelder Rabbiner Jacob Horowitz.
Der Neubau war durch große Rundbogenfenster, einen vorspringenden Mittelteil mit einer zweiflügligen Eingangstür geprägt. Das Gebäude war ein zweistöckiger repräsentativer Ziegelbau. Im Fenster über der Eingangstür befand sich ein fünfzackiger Stern statt des sonst üblichen sechszackigen Davidsterns. Im Zuge des Denkmalschutzverfahrens und der Wiederherstellung des Gebäudes Ende der 1990er Jahre hat das Westfälische Amt für Denkmalpflege insbesondere die Erhaltung oder Erneuerung des fünfzackigen Sterns in den Fenstern als architektonische Besonderheit angemahnt. Unbekannt ist der Grund, weshalb sich die Gemeinde in Meschede für dieses Symbol entschieden hat. Unbekannt ist auch, ob die Sterne von Anfang an vorhanden waren oder erst später hinzugefügt wurden.
Die Fenster der Seitenwände waren farbig verglast. Der Gebetsraum erstreckte sich über beide Etagen. Für die Frauen gab es wie üblich eine Empore, dort befand sich auch ein Harmonium. Im Haus befanden sich auch eine Hausmeisterwohnung und das Zimmer des Kantors, das auch dem Religionsunterricht diente.
In den Morgenstunden des 10. November 1938, gegen Ende der landesweiten Pogromnacht, drangen SS-Leute in das Gebäude ein, zerstörten die Inneneinrichtung und fügten dem Gebäude weiteren Schaden zu, ehe sie die Hakenkreuzfahne hissten. Nur wenige Tage später sah sich der Synagogenvorstand gezwungen, das Gebäude an die Stadt Meschede zu verkaufen.
Während des Zweiten Weltkrieges diente das Gebäude als Unterkunft für französische Kriegsgefangene. Im Februar 1945 wurde das obere Geschoss durch Luftangriffe zerstört. Die Stadt verkaufte den Rest des Gebäudes, in dem sich eine Schreinerei ansiedelte. Im Jahr 1991 erwarb die Stadt Meschede das Gebäude erneut, ohne dass sich zunächst an der Nutzung etwas änderte.

## Heutige Nutzung
Im Jahr 1994 bildete sich eine Bürgerinitiative mit dem Ziel, das Gebäude zu einem Bürgerzentrum umzubauen. Die Umbauarbeiten begannen 1997. Bei der feierlichen Eröffnung sprach 1999 Johannes Rau, der zum damaligen Zeitpunkt Ministerpräsident von NRW war.
Heute wird das Gebäude für verschiedene kulturelle und gewerbliche Veranstaltungen genutzt.